# سمان أسود الصدر
سمان أسود الصدر (الاسم العلمي: Coturnix coromandelica) (بالإنجليزية: Black-breasted Quail)‏ ويطلق عليه أيضا سمان المطر (بالإنجليزية: Rain Quail)‏، هو أحد أنواع طيور سمان العالم القديم من فصيلة التدرجية وجدت في شبه القارة الهندية.